# باشگاه فوتبال لانتانا تالین
باشگاه فوتبال لانتانا تالین (انگلیسی: FC Lantana Tallinn) یک باشگاه فوتبال در شهر تالین، استونی بود.
این باشگاه که در سال ۱۹۹۴ تأسیس و در سال ۱۹۹۹ منحل شده‌است سابقه ۲ قهرمانی در لیگ برتر فوتبال استونی را در کارنامه دارد.
باشگاه فوتبال لانتانا تالین (FC Lantana Tallinn) یکی از باشگاه‌های فوتبال برجسته اما کوتاه‌عمر در تاریخ فوتبال استونی بود.  این باشگاه در سال ۱۹۹۴ تأسیس شد و در سال ۱۹۹۹ منحل گردید.

## تاریخچه و افتخارات
لانتانا تالین در مدت کوتاه فعالیت خود، موفقیت‌های قابل توجهی به دست آورد: 
قهرمانی لیگ برتر استونی (Meistriliiga): دو بار در فصل‌های ۱۹۹۵–۹۶ و ۱۹۹۶–۹۷  .
قهرمانی سوپرکاپ استونی: در فصل ۱۹۹۷–۹۸ با پیروزی ۳–۰ مقابل تیم تالیانا سادام  .

## حضور در رقابت‌های اروپایی
لانتانا تالین در رقابت‌های اروپایی نیز شرکت کرد، هرچند موفقیت‌های محدودی داشت: 
جام برندگان جام اروپا (۱۹۹۵–۹۶): در مرحله مقدماتی مقابل DAG-Liepāja شکست خورد. 
جام یوفا (۱۹۹۶–۹۷): در مرحله اول تیم ÍBV ایسلند را شکست داد، اما در مرحله دوم مقابل FC Aarau سوئیس حذف شد. 
لیگ قهرمانان اروپا (۱۹۹۷–۹۸): در مرحله مقدماتی مقابل FC Jazz فنلاند شکست خورد. 
جام برندگان جام اروپا (۱۹۹۸–۹۹): در مرحله مقدماتی مقابل Heart of Midlothian اسکاتلند شکست خورد. 
جام یوفا (۱۹۹۹–۲۰۰۰): در مرحله مقدماتی مقابل Torpedo Kutaisi گرجستان شکست خورد.  

## ساختار و مدیریت
ورزشگاه خانگی: ورزشگاه وییمسی (Viimsi Staadion) با ظرفیت ۲٬۰۰۰ نفر  .
رنگ‌های تیم: ابتدا پیراهن‌های راه‌راه سیاه و سفید با شورت و جوراب سیاه، که پس از فصل ۱۹۹۸ به آبی آسمانی و آبی سلطنتی تغییر یافت  .
مدیر: یوری چوریلکین (Juri Tshurilkin)  .

## پایان فعالیت
با وجود موفقیت‌های اولیه، باشگاه لانتانا تالین در پایان فصل ۱۹۹۹ منحل شد و از صحنه فوتبال استونی کنار رفت  .
اگر علاقه‌مند به اطلاعات بیشتر در مورد بازیکنان برجسته یا جزئیات فنی بازی‌های این تیم هستید، خوشحال می‌شوم کمک کنم.

## افتخارات
- لیگ برتر فوتبال استونی (۲): ۱۹۹۵–۹۶, ۱۹۹۶–۹۷[۱]
- سوپر جام فوتبال استونی (۱): ۱۹۹۷–۹۸